# سنتز یکجا
در شیمی سنتز یکجا یک استراتژی برای بهبود بهره‌وری واکنش شیمیایی است که به موجب آن یک واکنش‌گر ناب در فقط یک رآکتور در معرض واکنش‌های پی‌درپی قرار دارد. این بسیار مورد علاقه شیمیدانان است چون از فرایند طولانی جداسازی و تصفیه ترکیبات شیمیایی واسطه دوری کرده و با افزایش بازده در زمان و منابع صرفه‌جویی خواهد شد.
سنتز کامل تروپینون یا سنتز ایندول گازمن مثالی از سنتز یکجا است. از سنتز متوالی یکجا می‌توان برای تولید حتی اهداف پیچیده‌تری با مراکزفضایی چندگانه مثل اوزلتامیویر، که ممکن است به‌طور قابل توجهی تعداد مراحل مورد نیاز کلی را کوتاهتر کرده و پیامدهای تجاری مهمی داشته باشد، استفاده کرد.